# 潜入兄妹 特殊詐欺特命捜査官
『潜入兄妹 特殊詐欺特命捜査官』（せんにゅうきょうだい とくしゅさぎとくめいそうさかん）は、2024年10月5日から12月14日まで日本テレビ系「土ドラ10」枠にて放送されたテレビドラマ。主演は竜星涼と八木莉可子。
本作は、土ドラ10、ならびにその前身である土曜ドラマで過去に放送された、『大病院占拠』『新空港占拠』『ボイス 110緊急指令室』の各シリーズを手掛けたスタッフによって制作されるオリジナル脚本である。占拠シリーズとは同じ世界線であり、志摩蓮司ら登場人物がゲストなどで登場し、また呉城久美、白石聖ら出演者が違う役を演じている。
巨大犯罪組織を殲滅すべく組織に潜入した兄妹の活躍譚である。

## あらすじ
物語開始から5年前、渡良瀬貴司が息子・貴一と娘・優貴の目の前で手の甲に鳳凰のタトゥーを入れた正体不明の人物に殺害された。
貴一は警察を辞め、鳳凰のタトゥーを手掛かりに正体不明の人物を、ホワイトハッカーとなった優貴と独自でその正体を追っていた。
しかし、2人は警察に拘束され、貴司が詐欺組織「幻獣」の潜入捜査をしていた潜入捜査官だったと明かされ、素性がバレたことでリーダーの鳳凰と呼ばれる人物に殺されたという。
貴一は貴司を見殺しにした警察に憤りを覚えつつ、貴司の無念を晴らすために彼の後を継いで潜入捜査官になることを決意した。
だが、幻獣の闇バイトの説明会に行くと、貴一の行動を先読みしていた優貴がいた。貴一と優貴は採用テストに合格したことで、幻獣に入ることになる。

## キャスト

### 渡良瀬家
渡良瀬貴一（わたらせ きいち）〈26〉
演 - 竜星涼
元神奈川県警警察官。階級は巡査。警察を辞して独自で父の敵を追っていたが、共通の敵を追っていた神奈川県警捜査二課からのオファーを受け、円山貴一（まるやま きいち）と身分を偽って幻獣に潜入する。口癖は「最悪だ」。

渡良瀬優貴（わたらせ ゆき）〈22〉
演 - 八木莉可子
貴一の妹。国立大学情報理工学部に通うエンジニア。優秀なホワイトハッカー。兄と行動をともにする。
5年前、ホワイトハッカー大会で高校生ながら準優勝しており、貴一や貴司とともに祝うはずだったが、貴司が目の前で鳳凰に殺害される。
ホワイトハッカーとなり、貴一とともに円山優貴（まるやま ゆき）と身分を偽って幻獣に潜入する。

渡良瀬貴司（わたらせ たかし）
演 - 半田周平
貴一と優貴の父。元刑事。潜入捜査官。早くに妻・祥子を病気で亡くしている。
幻獣には北上圭介（きたかみ けいすけ）の偽名で構成員として潜り込み、捜査二課に情報提供していたが、素性がバレてしまう。5年前、優貴の大会準優勝を貴一と祝うはずだったが、その直前で手の甲に鳳凰のタトゥーを入れた入間に殺される。

### 神奈川県警
入間慎之介（いるま しんのすけ） / 二代目・九頭龍〈50〉
演 - 及川光博
捜査二課刑事。階級は警部補。貴司とは同期。兄妹の良き理解者であり、警察との連絡係としてサポートする。
実は忍の犯罪を見逃す代わりに金を受け取り、そのことで脅され、身動きが取れなくなっていた。手を切るために彼を殺して自身の不正の証拠が入った閻魔帳を奪い取り、二代目九頭龍として後釜に座る。そして、そのことに気付いた貴司を殺害する。
この事実を知った貴一と優貴によって殺人および詐欺の容疑で逮捕される。鳳凰と同じ拘置所に移され、刑務官たちと裏で手を組んでいた鳳凰によって警棒で襲撃される羽目になった。

吉野さやか（よしの さやか）
演 - 長尾純子
捜査二課長。詐欺犯罪特別対策室の室長。入間の上司にあたる。
二代目・九頭龍の身代わりであった泰造や本当の二代目・九頭龍の入間が逮捕されたのち、狩野とともに王に射殺される。

狩野正臣（かの まさおみ）
演 - 神尾佑
刑事部長。5年前は貴司が携わる仕事に関わっていた。吉野の上司として潜入計画をバックアップする。
二代目・九頭龍の身代わりであった泰造や本当の二代目・九頭龍である入間が逮捕されたあと、吉野とともに王に射殺される。

### 詐欺集団「幻獣」
日本最大級の特殊詐欺などのあらゆる詐欺を手がける反社会的組織。推定構成員は500名で、被害総額は120億を超え、毎年1万人以上の被害者が出ている。
組織は完全にピラミッド型になっていて、末端の人間は誰から命令を受けているのか分からない仕組みになっている。
鳳凰と幹部4人のキャスト情報はドラマ本編内で解禁された。

#### リーダー
鳳凰 / 鈴鹿瑛太（すずか えいた）〈37〉
演 - 藤ヶ谷太輔
幻獣のリーダー。右手の甲に鳳凰のタトゥーが入っている。詐欺組織「幻獣」を束ねるリーダー。若きカリスマ。青龍の義兄。
6年前、九頭龍であった忍が何者かによって殺され、新たな九頭龍に組織を乗っ取られるが従わず、組織を抜けて幻獣を立ち上げた。
ギャンブル好きでアルコール依存症の父親と、外に男をつくって遊んでいる母親のネグレクト家庭で育つ。しかも稼ぎのほとんどは父親がギャンブルに注ぎ込んでいたため、かなりの極貧生活を送っていた。
二代目・九頭龍の身代わりであった泰造と信濃を追うも、貴一が追ってくると、「善の善なる者」という言葉を残して県警に逮捕された。
忍を殺した二代目・九頭龍であった入間が同じ拘置所に移され、刑務官から渡された警棒で入間を襲撃する。

#### 幹部
青龍 / 阿武隈拓海（あぶくま たくみ）〈36〉
演 - 桐山漣
幻獣の幹部。胸元に青龍の青いタトゥーが入っている。集金店舗の管理や叩き屋などを担当。鳳凰の右腕。幻獣の中で一番凶暴。
幼少時に両親を事故で亡くし、親戚の家に預けられるもDVを受けて逃げ、瑛太（鳳凰）と出会った。
鳳凰に二代目・九頭龍の身代わりであった泰造と信濃を追わせ、鳳凰の後を追おうとした貴一を足止めし、潜入捜査官であった彼を殺害しようとするが、SIS隊員によって射殺される。

朱雀 / 雲出茜（くもず あかね）〈30〉
演 - 白石聖
幻獣の幹部。左太ももに朱雀のタトゥーが入っている。金庫番と名簿屋の管理をしている。
元々は優秀な税理士だったが、ベンチャー企業のCEOと不倫関係になり、7年前に脱税と裏金づくりをした容疑で逮捕されて1年間刑務所に入っていた。だが、男は容疑を否認し、朱雀が出所した1年後には首なし遺体で発見された。
閻魔帳を奪還するために貴一と行動をともにするが、なお美がすでに内通者と見破られていると読んでいた信濃に拉致されてしまう。その後は貴一と閻魔帳を奪って脱走する。その際に自らを信濃の銃弾から身を挺して庇ってくれた貴一に対して好意を寄せるようになる。
九頭龍の内通者を探す中、賢太からの密告で貴一と優貴が潜入捜査官だと知ってしまう。手始めに用済みとして賢太を銃撃し、貴一にも銃口を向ける。だが、信濃に見つかり、銃撃から貴一を庇う形で致命傷を負ってしまう。貴一への好意を伝え、彼の腕の中で静かに息を引きとった。

白虎 / 姫川ゆかり（ひめかわ ゆかり）〈45〉
演 - 黒谷友香
幻獣の幹部。左の首筋に白虎の白いタトゥーが入っている。霊感商法やセミナー商法などの詐欺を担当。元占い師。人心掌握術に長け、政界や実業界に幅広い人脈を持っている。
高校生のころに母親の男から虐待を受け、家を飛び出す。上京後に占いを利用した詐欺を考案。政治家や権力者を中心に食い物としていたが、6年前に北見茂を騙した結果、命を狙われ、地下に潜って鳳凰たちと出会った。
幻獣のアジトに突入してきた県警から逃げる中で県営アパートに玄武と逃げ込み、心中する。

玄武 / 六角大吾（ろっかく だいご）〈52〉
演 - 吹越満
幻獣の幹部。首の後ろに玄武のタトゥーが入っている。鳳凰の相談役を務め、振り込め詐欺や新人研修などを担当する詐欺犯罪のベテラン。
10代のころから闇金をやっており、2003年に摘発され、新たなシノギである振り込め詐欺を見つける。
幻獣のアジトに突入してきた県警から逃げる中で県営アパートに白虎と逃げこみ、心中する。

#### 詐欺チーム
高津美波（たかつ みなみ）〈32〉
演 - 入山杏奈
渡良瀬兄妹たちのハコ長（チームリーダー）。ギャンブル依存症。
普通のOLだったが、オンラインカジノにのめり込んで借金を重ねて会社をクビになり、返済のために闇バイトに応募してハコ長にまでのぼり詰めている。
貴一と優貴が潜入捜査官であることを聞かされたが、彼らが提案した司法取引に応じ、幻獣幹部の逮捕に県警の捜査に協力したあと、1年の実刑が付いた。同じ世界線の「放送局占拠」では弟とともに武装集団「妖」の「化け猫」になっている。

岩木泰造（いわき たいぞう）〈65〉
演 - 徳井優
闇バイトのターゲット名簿に載っている預金残高5億円の高齢者。実は美波のハコで最年長の一員で、その界隈では有名な伝説のスリ師。
貴一や鳳凰たちの前に二代目・九頭龍として現れるが、入間たちによって逮捕される。だが、6年前の忍が殺された日にはスリで捕まって刑務所にいたというアリバイがあり、20年以上会っていない娘がおり、刑務所を何度も出入りしているうちに娘からも縁を切られていた。末期の胃がんであり、余命2年と宣告されており、そのことを知った二代目・九頭龍である入間によって身代わりとなるために幻獣に潜入させられ、娘に大金を渡す約束をされていた。
その後、本来の二代目・九頭龍であった入間ではなく、泰造が九頭龍として起訴されたことが吉野から明かされた。

芦田なお美（あしだ なおみ）〈37〉
演 - 呉城久美
闇バイト応募者。関西弁でよくしゃべる。美波のハコの一員となり女優を目指していた経験を活かして計画を成功に導く役割を担う。
2か月前にもえに重い病気が見つかり、多額の治療費が必要となった時に信濃によってもえを人質に取られたことで九頭龍の内通者となるが後に露見してしまい、白虎に殺されそうになるが優貴の機転で事なきを得た。
貴一と優貴が潜入捜査官であることを聞かされたが、彼らが提案した司法取引に応じ、幻獣幹部の逮捕に県警の捜査に協力したあと、執行猶予が付いた。

鳴瀬賢太（なるせ けんた）
演 - 伊藤あさひ
泰造の孫で闇金業者との触れ込みだったが、実は泰造とは血縁関係はなく、幻獣のメンバーであり、文書や身分証を偽造する役割を担う。
信濃に拉致された貴一と朱雀を救出しようと入間たちに電話をかけた優貴の会話から、貴一と優貴が潜入捜査官であることを知ってしまう。貴一と入間の密談を盗撮して潜入捜査官である情報を掴み、恋人の麻衣と生まれてくる子供のために組織を抜けることを条件に情報をリークするが、朱雀によって銃撃されてしまう。
だが、実際には生き延びており、貴一と優貴が提案した司法取引に応じ、執行猶予が付いた。

土器若菜（どき わかな）〈18〉
演 - 岡井みおん
闇バイト応募者。衣装を作ることやメイクをすることが得意。趣味はコスプレ。美波のハコの一員となりメンバーを変装させる役割を担う。
朱雀によって密かに九頭龍の内通者の炙り出しに加担させられた。
貴一と優貴が潜入捜査官であることを聞かされたが、彼らが提案した司法取引に応じ、幻獣幹部の逮捕に県警の捜査に協力したあと、執行猶予が付いた。

#### その他
櫛田塁（くしだ るい）
演 - フェルナンデス直行
汚れ仕事を担う幹部たちの指示で動く始末屋。武器は釘を発射する改造銃。
二代目・九頭龍の内通者であったが、幻獣の部下に射殺される。

王（わん）
演 - Yes!アキト
幻獣がアジトにしている中華料理店の料理人。

初代・九頭龍 / 熊野忍（くまの しのぶ）〈享年55〉
演 - 川瀬陽太（第6話 - ）
故人。元暴力団。6年前に鳳凰・青龍・朱雀・白虎・玄武を招集した男。鳳凰たちからは「ボス」と呼ばれていた。
入間に自身の犯罪を見逃してもらう代わりに金銭を渡し、そのことで入間を脅していたため彼によって殺され、閻魔帳を奪われ、九頭龍を名乗られて組織を乗っ取られる。

### 犯罪組織
信濃夢（しなの ゆめ）
演 - 篠田麻里子（第7話 - 最終話）
二代目・九頭龍の側近の女性。もえを人質にとり、なお美を脅迫した。実は忍の娘だが詐欺師の才能がなく、幹部に選ばれることがなかったため、その腹いせに二代目・九頭龍の組織に寝返った。忍から閻魔帳を預かっており、データをハードディスクに入れて貸金庫に保管していた。
拉致した貴一と朱雀が逃走し、貴一を庇った朱雀を射殺するが、優貴から自分たちが潜入捜査官であり、幻獣と二代目・九頭龍を潰すことが目的であることを告げられると、閻魔帳を渡す代わりに鳳凰と二代目・九頭龍が会うようにするよう貴一たちに協力した。その後、二代目・九頭龍の身代わりであった泰造と逃げるも、入間たちによって確保された。

### ゲスト

#### 第1話
志摩蓮司
演 - ぐんぴぃ（春とヒコーキ）
神奈川県警捜査支援分析センター（KSBC）の情報分析官。階級は警部補。
捜査一課特殊班（SIS）の管理官である和泉さくらの依頼で横浜ベイサイドホテルでの捜査二課の捜査に協力する。

松浦健吾（まつうら けんご）〈30〉
演 - 髙橋里恩
幻獣のメンバーである詐欺師。仮想通貨での投資話をでっち上げ、初老の男性から大金を奪おうとする。だが、貴一の妨害に遭い、神奈川県警に逮捕された。その後、不起訴を条件に捜査二課に闇バイトの情報を教える。

森崎恵太
演 - 中村隆希
かながわ新空港税関職員。「占拠シリーズ」では人質となっていた。
横浜ベイサイドホテルでの貴一と神奈川県警の乱闘に巻き込まれ、「ウソだろ またかよ…ウソだろ！」と言いながらその場を逃走する。

ナカムラユウジ
演 - 中脇樹人
松浦から仮想通貨出資の説明を受け、詐欺に遭いそうになる男性。

応募者
演 - 池田和樹
闇バイト説明会にスマホを持ち込み、追い出されてしまった男性。実は幻獣とグルであった。

部下
演 - 渡辺航平（第2話 - 第4話・第6話 - 第9話）、金本勇利（第2話 - 第4話・第6話・第7話）、下地亮（第2話 - 第4話・第6話 - 第9話）、真田将希（第2話 - 第4話・第6話・第7話・第9話）
櫛田の部下。

#### 第2話
名取理（なとり おさむ）〈45〉
演 - 足立智充
投資詐欺でボロ儲けしているヤリ手の詐欺師。
貴一たちのエンジェルウィン詐欺の計画を知り、警察に通報しない代わりに分け前を要求するが、初めから貴一たちのターゲットとなっていた。貴一とともに優貴が変装した白川が要求した逃走資金の前金、1億円を払うことを決める。そして、優貴の作ったニセのサイトで1等が当たったことを確認すると、1億円を払おうとするが、本物の白川がSNSに短髪にして髪色を変えたことを投稿したことで2人を部下とともに襲うが、返り討ちに遭い、1億円を騙し取られる。

白川杏奈（しらかわ あんな）〈40〉
演 - 麻絵
インターネット専用くじ「エンジェルウィン」運営会社の抽選システムのチーフプログラマー。

黒部優作（くろべ ゆうさく）
演 - 三島ゆたか（第3話）
朱雀が使っていた名簿屋。都金町の自宅で心不全で亡くなっているのを櫛田に発見された。実際には重信にセレブロトキシンによって殺されていた。

初老の女性
演 - 金沢きくこ
名取の投資詐欺のターゲットになっていた女性。

部下
演 - 草野伸介、松上順也、坂井良平
名取の部下。

部下
演 - 丸藤慶治（第3話・第6話・第7話・第9話）、河野マサユキ（第3話・第6話・第7話）
朱雀の部下。

キャスター
声 - 北村麗
黒部の家のテレビで流れているお天気キャスターの声。

#### 第3話
重信茉由（しげのぶ まゆ）〈28〉
演 - 土村芳
黒部の弟子。平気で人を裏切る名簿屋・ドブネズミ。検事の白城綾香をかたり横浜地方検察庁に侵入するが、建造物侵入と黒部殺害の容疑で逮捕される。2019年には当時勤務していた小中学生用の通信教育事業を営んでいる浜進ゼミから顧客情報を不正に持ち出し、多額の金銭と引き換えに名簿業者に漏えいしたとして、不正競争防止法違反の罪に問われて3年服役していた。

網走譲
演 - 荒波タテオ
横浜地方検察庁 検察官。

沙流
演 - 吉田電話
重信の部下。

土器幸弘（どき ゆきひろ）
演 - 西野大作（第4話）
若菜の父親。まりなというおねだり女子に捕まり、生活が破綻した。

制服警官
演 - 藤田啓介
横浜地方検察庁からの通報を受けて臨場し貴一たちを逮捕する。

清掃員
演 - 中川ひろあき、相澤大翔
横浜地方検察庁に出入りするクジラクリーニングの清掃員。

彦根春馬（ひこね はるま）、坂田、米原
演 - 土岡哲朗（春とヒコーキ）、北川アーヴィン学、笠井大誠
横浜地方検察庁の警備員。

部下
演 - 磯野弘明
朱雀の部下。

部下
演 - 久保龍一（第4話）、辻本将平（第4話）、野崎亨類（第4話）
白虎の部下。

#### 第4話
矢作まりな（やはぎ まりな）〈27〉
演 - 冨手麻妙
おねだり女子のリーダー。「まりな」の顔。
飲食店で知り合った複数の男性から多額の金銭を騙し取った詐欺の疑いで逮捕された。

阿部文哉（あべ ふみや）
演 - 長村航希
おねだり女子の雑用係。実はおねだり女子AIプログラムを開発した緑川が生きていることを隠すために顔を変えていた。
だが、日野になりすました貴一たちによってプログラムを奪回され、まりなのハコも白虎の部下たちの攻撃によって壊滅した。後に九頭龍の資金提供を受けていたことが判明する。

鵡川当
演 - 深水元基（第5話）
青龍の右腕。

旭奏多（あさひ かなた）
演 - 池田倫太朗（第5話）
青龍の下で働く集金屋の店長。錦町で売上金の1千万円を運んでいる最中に叩き（=強盗）に遭ったが、「叩きは自作自演か?」と青龍に責められる。
実際には叩きに遭ったフリをして売上金を盗んでいたため、青龍にカラスが黒幕であることを告げた後、彼に殺された。

管理人
演 - 内藤トモヤ
まりなのアジトがある「みなと第四ビル」の管理人。なお美が酔ったふりをして近づいた隙に泰造に鍵をすられる。

日野速人（ひの はやと）〈25〉
演 - 薮内大河（第3話）
白虎からおねだり女子AIプログラムのデータを盗んだ男性。左頬に傷跡があり、貴一に似ている。櫛田に捕まり、粛清された。

緑川将也（みどりかわ まさや）
演 - 奈村信孝
白虎の依頼でおねだり女子AIプログラムを開発したフリーランスのプログラマー。半年前にプログラムを独り占めしようとしたため白虎の部下に殺されたとされていたが、実際には顔を変えて阿部文哉として生き延びていた。

尾北義孝
演 - すわいつ郎
おねだり女子に貢ぐサラリーマン「よーくん」。

火野
演 - 藏内秀樹
おねだり女子さくらに貢ぐ会社役員「ひっくん」。

学生
演 - 小松夢生
まりなの子分の出し子の学生。

女性、ふうか
演 - 緒方ありさ、茉依
まりなの子分であるおねだり女子のプレーヤー。「まりな」としてDMのやりとりをしていた。

男性
演 - 塩谷惣一朗、ササキシュン
まりなのアジトの見張りをする部下。

キャスター
声 - 胡麻鶴彩
交通情報のお姉さん、ニュースキャスターの声。

#### 第5話
番匠昴（ばんじょう すばる）
演 - 上谷圭吾
集金屋・旭の出し子。正体は旭や宮川と組んで青龍の詐欺の売上金の1千万円を盗んだ犯人「カラス」で、その名前は旭・宮川・番匠の下の名前の頭文字を繋げたものであった。
貴一によって正体が明かされた後、九頭龍が裏にいたことを青龍に明かした後、宮川とともに処刑される。

宮川蘭（みやがわ らん）
演 - 高橋ユキノ
集金屋・旭の出し子。正体は旭や番匠と組んで青龍の詐欺の売上金の1千万円を盗んだ犯人「カラス」。
貴一によって正体が明かされた後、九頭龍が裏にいたことを青龍に明かした後、番匠とともに処刑される。

麻衣
演 - 松井瑛理（第7話・最終話）
妊娠中の賢太の彼女。

男性
演 - 伊藤浩志
集金屋が叩きに遭ったコインロッカーを捉える防犯カメラの映像を、刑事に扮した岩木となお美に提供する。

部下
演 - 長島竜也（第6話・最終話）、阿邊龍之介（第6話）、山本耕大、黒宮けいた、前川和也、奥山裕太
青龍のアジトに貴一を迎えに来た鳳凰の部下。

部下
演 - 村井良輔、久保田貴葵、吉田興平、三上大輝
鵡川の部下。

境康二
演 - 栂村年宣（第7話・第8話）
入間からの「若い女性が拉致された」との110番通報に対応する捜査員。

鈴鹿瑛太、阿武隈拓海
演 - 青木凰（第7話・第9話・最終話）、平野絢規（第7話・第9話・最終話）
火事の家を見つめる鳳凰と青龍の幼少時代の姿。
- 山内昭宏（第6話）、田中爽一郎[64]（第6話）、野口航太郎、鎌田和朗[注 2]（第1話・最終話）、鈴木心（第1話・最終話）

#### 第6話
球磨栄子
演 - 松岡依都美
通販サイト運営会社「Say Say Street」社長。貴一たちが仕掛けたランサムウェア詐欺のターゲット。
朱雀が仕掛けたランサムウェアに感染し、県警のサイバー犯罪捜査官になりすました貴一たちの巧みな金額交渉で3億円を振り込むことに同意するが、九頭龍の犯罪組織の内通者が情報を漏洩したことによって貴一たちの計画に気づき、彼らを取り押さえる。
だが、Say Say Streetは幻獣と敵対する九頭龍の犯罪組織が経営するフロント企業であり、違法薬物を輸入して政治家や芸能人、暴力団などの顧客に流していた。機密情報にハッキングした優貴によってその事実が暴き出されると、貴一たちを解放して3億円を振り込む。

嘉瀬大地
演 - 濱正悟
球磨の部下。

老婆
演 - にしだまちこ
櫛田の依頼で道端で病人の振りをして入間を嵌める。

男たち
演 - 尾崎一彦（最終話）、津野岳彦、菊地雄人、勝呂学（最終話）、白善哲（最終話）
球磨の手下。
- 山本裕太

#### 第7話
淡路れいな
演 - 二宮郁
神奈川県警港東署の捜査員。元看護師。

芦田もえ（あしだ もえ）
演 - 板垣樹（第8話）
なお美の娘。2か月前に重い病気が見つかり、多額の治療費が必要とされている。九頭龍によって人質にされていたが、後に救出された。

豊川拓真（とよかわ たくま）
演 - 川井つと
横浜工科大学情報理工学部学部長。

富士航平
演 - 永山たかし
「みなとデータセンター」の受付を担当する「ATHENA SECURITY」の警備員。

警備員
演 - 黄地裕樹、飯野泰功、近藤哲也
同警備員。
- 小原和也（第1話・第2話・最終話）

#### 第8話
北見茂（きたみ しげる）
演 - 手塚とおる
ゆかりにかつて騙された衆院議員。

理事長
演 - 中野剛
横浜湾岸病院理事長。

事務局長、スタッフ
演 - 高松克弥、ミルクティ圭介
横浜湾岸病院の事務局長とスタッフ。

制服警官
演 - 村本明久、山本直寛
横浜湾岸病院地下で貴一たちの車に職務質問する。

部下
演 - 本多遼（第9話・最終話）、小橋秀行（第9話・最終話）、辻川慶治（第9話）、杉村上総（第9話・最終話）、ごうきち（第9話・最終話）、バディ雅（第9話・最終話）、池田二三弥（第9話・最終話）
信濃の部下。
- 佐藤龍輝（第9話）、叶雅貴（第1話・第9話）、大沼竣（第1話・第9話）、平凌（第1話・第2話・第9話）、望月祐治[80]（第9話）、水間貴弘、佐野啓子、きよら

#### 第9話
朱雀（ボディダブル）
演 - 暁矢薫

#### 最終話
公安の男
演 - 高久慶太郎
渡良瀬兄妹を公安の新たな潜入捜査に勧誘する。

刑事
演 - 高田健一
幻獣と九頭龍壊滅作戦突入班の刑事。最後は二代目・九頭龍であると発覚した入間を逮捕する。

鈴鹿
演 - 水野淳之
瑛太の父親。ギャンブル好きのアルコール依存症で瑛太を虐待していた。

刑務官
演 - 和田亮太
鳳凰を連行する刑務官。実は裏で通じており、二代目・九頭龍であった入間と鉢合わせた鳳凰に警棒を渡す。

交通誘導員
演 - 高山陽平
九頭龍と待ち合わせた博物館跡に向かう鳳凰たちの車を工事中だと足止めする。実は二代目・九頭龍と通じていた櫛田の部下たちで彼らを拉致するのが目的だった。

SIS隊員
演 - 進藤悠生

- 柴山葉平[88]、田邊健太、鈴木誠克[89]、西田裕輔、名和龍、本澤雄太、原田大輔、中武億人[90]、西岡竜吾、墨田岳人、島野知也[91]（第1話）、荒井雄一郎、北川アーヴィン学ほか

## スタッフ
- 脚本 - 福田哲平[1]
- 音楽 - ゲイリー芦屋[1]
- 主題歌 - Omoinotake「ラストノート」（Sony Music Labels）[92]
- 取材協力 - 五木田和也（ガルム株式会社）、喜山徳寿
- アクションコレオグラファー - 森﨑えいじ[注 4][93]
- 題字 - 小玉美峰
- 制作協力 - AX-ON[1]
- ナレーション - 大塚明夫[94]
- チーフプロデューサー - 道坂忠久[1]
- プロデューサー - 尾上貴洋[1]、茂山佳則
- 演出 - 大谷太郎、西村了、茂山佳則[1]
- 製作著作 - 日本テレビ[1]

## 放送日程
| 各話                                                         | 放送日   | サブタイトル   | ラテ欄                                                | 演出     | 視聴率 |
| ------------------------------------------------------------ | -------- | -------------- | ----------------------------------------------------- | -------- | ------ |
| 第1話                                                        | 10月05日 | 兄妹、潜る。   | 復讐を誓う兄妹が詐欺組織に潜入! 幻獣は何者なのか!     | 大谷太郎 | 4.3%   |
| 第2話                                                        | 10月12日 | 兄妹、欺く。   | バレたら即殺! 一発逆転の詐欺作戦で新たな幻獣の正体が  | 大谷太郎 |        |
| 第3話                                                        | 10月19日 | 兄妹、嵌まる。 | 金になる詐欺名簿を集めよ! 幻獣を欺き高齢者を守れるか  | 西村了   |        |
| 第4話                                                        | 10月26日 | 兄妹、奪う。   | あの幻獣、判明! 焼殺の危機 ロマンス詐欺データ取り返せ | 茂山佳則 |        |
| 第5話                                                        | 11月02日 | 兄妹、騙す。   | 偽装強盗の闇を暴き妹救え! 今夜遂に鳳凰の姿明らかに!   | 大谷太郎 |        |
| 第6話                                                        | 11月09日 | 兄妹、逢う。   | 最悪だ ついに鳳凰と直接対決 サイバー攻撃で3億円奪え!  | 西村了   |        |
| 第7話                                                        | 11月16日 | 兄妹、暴く。   | 内通者判明! データセンター潜入作戦で裏切り者を暴け!   | 茂山佳則 |        |
| 第8話                                                        | 11月23日 | 兄妹、謀る。   | 今夜は大病院潜入! 診療報酬詐欺でついに兄妹バレる!?    | 大谷太郎 |        |
| 第9話                                                        | 12月07日 | 兄妹、バレる。 | 最終章突入! ついに潜入バレた! 新たな裏切り者の存在が  | 西村了   |        |
| 最終回                                                       | 12月14日 | 兄妹、解る。   | ついに最終回! 最後の潜入作戦! 父を殺したのは誰だ!     | 大谷太郎 |        |
| （視聴率はビデオリサーチ調べ、関東地区・世帯・リアルタイム） |          |                |                                                       |          |        |

- 第3話は『プロ野球 クライマックスシリーズ 巨人×DeNA 第4戦』中継延長に伴い、10分繰り下げ、22:10 - 23:04に放送された[98]。
- 11月30日は『日テレ系音楽の祭典ベストアーティスト2024』（19:00 - 22:54）放送のため休止。

## スピンオフドラマ
『潜入前兄妹　プリクエル～PREQUEL～』と題されたオリジナルストーリーが、動画配信サービス「Hulu」にて、12月7日の第9話放送終了後に前編、12月14日の第10話放送後に後編が配信された。この1年前の前日譚では、父の仇を捜し続けていた兄妹が、初めて特殊詐欺組織“幻獣”の影にたどり着いた拉致監禁事件を描く。

### キャスト（Huluオリジナルストーリー）
- 渡良瀬貴一 - 竜星 涼[99]
- 渡良瀬優貴 - 八木莉可子[99]
- 由良千佳 - しゅはまはるみ[99]
- 高梁翔太 - 福崎那由他[99]
- 赤川愛里 - 柿原りんか[99]
- 鬼怒一輝 - 渡辺大貴[99]
- 米代純二 - 諏訪雅[99]
- 久慈隼人 - 南出凌嘉[99]
- 渡良瀬貴司 - 半田周平[99]
- 警察官 - つるぎや哲也
- 松浦健吾 - 髙橋里恩

### スタッフ（Huluオリジナルストーリー）
- 脚本 - 蓼内健太[99]
- 演出 - 茂山佳則（前編）[99]、𠮷冨英奈（後編）[99]
- チーフプロデューサー - 道坂忠久[99]
- プロデューサー - 尾上貴洋[99]、西紀州[99]